# Метревели, Нодар
Нодар Метревели (род. 13 января 1987) — грузинский самбист и дзюдоист, чемпион Европы по дзюдо среди юниоров 2006 года,
бронзовый призёр чемпионатов Грузии по дзюдо 2006 и 2010 годов, победитель и призёр международных турниров по дзюдо, чемпион (2012), серебряный (2013) и бронзовый (2014) призёр чемпионатов Европы по самбо, бронзовый призёр чемпионата мира по самбо 2013 года. По самбо выступал в тяжёлой весовой категории (свыше 100 кг).